# James Vincenzo Capone
[@ ]
James Vincenzo Capone (cambiò poi il suo nome in Richard James Hart) (Castellammare di Stabia, 28 marzo 1892 – Homer, 1º ottobre 1952) è stato un militare e sceriffo italiano naturalizzato statunitense.
Era il fratello maggiore di Al Capone.

## Biografia
Figlio primogenito di Gabriele Capone (1865-1920) e Teresa Raiola (1867-1952), Vincenzo Capone nacque a Castellammare di Stabia 
(Napoli). La famiglia emigrò negli Stati Uniti nel 1894.
Persona forte e indipendente, a 16 anni lasciò nel 1908 la sua casa di Brooklyn per cercare fortuna all'Ovest, nel Nebraska, più ricco di opportunità. Durante il viaggio incontrò, restandone affascinato, gli Indiani d'America. Si impegnò tantissimo per perdere l'accento di Brooklyn e per nascondere le origini italiane. Lavorò in un circo dove imparò ad utilizzare benissimo la pistola, cosa che gli servì quando combatté nella prima guerra mondiale, diventando tiratore scelto e ottimo soldato: prestò servizio in Francia guadagnando il grado di luogotenente.
Dopo la guerra tornò nel Nebraska, nella piccola cittadina di Homer, dove nel 1919 salvò la giovane Kathleen Winch e la sua famiglia da un'alluvione lampo che aveva colpito la cittadina. I due si sposarono e misero su famiglia. All'avvento del Proibizionismo, nel 1920, diventò agente federale e venne preso subito in considerazione per le sue doti di tiratore, diventando famoso per le sue gesta nella lotta all'illegalità. Quando la sua fama crebbe gli fu dato l'incarico di tenere l'alcool fuori dalle riserve indiane, diventando così un agente speciale dell'U.S. Indian Service.
In quegli anni viaggiò con la moglie e i 4 figli tra le tribù Sioux e Cheyenne, conoscendo a fondo la cultura e la lingua dei Nativi americani.
Nel periodo passato fra le riserve indiane divenne famoso arrestando 20 assassini e bloccando l'attività illegale di diverse distillerie. Quando nel 1930 Al Capone, suo fratello minore, fu imputato per evasione fiscale con 23 capi d'accusa, la sua difesa, giocando sulla sua nota integrità, lo convocò in tribunale in favore di Al perché ne testimoniasse l'onestà e l'assoluta estraneità a qualunque attività criminale. Vincenzo rifiutò di presentarsi per non dover mentire. Tornò ad Homer nel 1931 diventandone lo sceriffo. Morì nel 1952 di infarto, a 60 anni.